# Fillièvres
Fillièvres är en kommun i departementet Pas-de-Calais i regionen Hauts-de-France i norra Frankrike. Kommunen ligger i kantonen Le Parcq som tillhör arrondissementet Montreuil. År 2022 hade Fillièvres 512 invånare.

## Befolkningsutveckling
Antalet invånare i kommunen Fillièvres
| Referens: INSEE |